# Перуджа
Перуджа (на италиански: Perugia) е община и главен град на региона Умбрия в Централна Италия близо до река Тибър и главния град на провинция Перуджа.
Перуджа е забележителен художествен център на Италия. Прочутият художник Пиетро Ванучи, наричан Перуджино, бил роден близо до Перуджа. Той украсил местното Sala del Cambio с красива поредица от фрески; 8 от неговите картини могат да бъдат също видени в Националната галерия на Умбрия. Перуджино бил учител на Рафаело, ренесансов художник, който направил 5 картини в Перуджа и една фреска. Друг известен художник е Пинтурикио, живял в Перуджа.

## Природна география
Историческият център на Перуджа е разположен върху акропол, достигащ височина около 450 м н.в. В най-високата точка, Порта Соле, височината е 494 м, характеристика, която я прави най-населения италиански град измежду тези, намиращи се на височина над 250 м. Историческият център се развива около тази точка и по билата на хълма, които се разклоняват от нея, образувайки акропол и пет средновековни селища, разгърнати към пет врати.
Към оригиналните етруски стени с дължина 3 км, се добавя през IV и III век пр.н.е., едно ново и окончателно ограждение, дълго 9 км, почти напълно непокътнато, което обгражда площ от 120 хектара.
Перуджа се намира във вътрешността на централната част на Италия, в най-широката част на полуострова. Тя е най-големият град между Флоренция и Рим, намиращ се в междинно положение: на около 150 км от Флоренция, Рим и Анкона, на около 400 км от Милано, Генуа и Неапол.
Общинската площ е сред най-големите в Италия, от 449,92 км2, гъстотата на населението е 371,04 души км2. Простира се на територията на историческото си селище, осеяно с фракции, замъци, вили, селски къщи. Състои се от хълмове, планини и равнини, наброява 85, между квартали и фракции, над сто училищни сгради, 54 гробища, около 3000 км пътища. Акрополиса на Перуджа изглежда построен на един хълм, но в действителност са два – Коле дел Соле и Коле Ландоне.
Етруските са избрали тази зона, защото е богата на вода, но много скоро осъзнали, че терена е податлив на свлачища, нещо, което през вековете е довело до мощни фундаменти и укрепления, които все още изискват постоянна поддръжка в много точки.

## Произход на името
Името Перуджа е почти със сигурност с етруски произход, след което е променено от римляните в Перузия. Най-старият запис на името, изглежда, е открит върху една етруска плоча от VII век пр.н.е., намерена във Ветулония, посветена на воина Irumina Phersnachs (Phersna: Perugia и –ch: идващ от, следователно il perugino). Не се знае със сигурност значението на името, но знаем, че често имената на градовете са произхождали от името на божество или семейство. В миналото името Перуджа е произхождало и от гръцкото periousa, или „който е на високо“, но гръцкия произход на име на етруски град изглежда неоснователен.

## Паметници и забележителности

### Фонтана Маджоре
Фонтанът Маджоре (на италиански: Fontana Maggiore, т.е. „Големият фонтан“) – фонтан, разположен на площад „IV ноември“, между Катедралата Сан Лоренцо и Палацо дей Приори.
Фонтана Маджоре (1275 – 1278) е един от основните паметници на града и на цялата средновековна скулптура. Състои се от два концентрични многоъгълни мраморни басейна, увенчани с бронзов съд. Двата многоъгълни басейна са украсени с фино издълбани барелефи, направени от Николо и Джованни Пизано. На долния са представени символите и сцените на аграрната традиция и на феодалната култура, месеците на годината със зодиакалните знаци, свободни изкуства, Библията и историята на Рим. На горния, в статуите поставени на ъглите, са изобразени библейски и митологични герои.

### Арко Етруско или на Август
Арко Етруско (или на Август) е най-голямата и монументална от входните порти на стария град, част от етруските стени (IV – III век пр.н.е.), ориентирана на север, уплътнена с мощни странични укрепления, изработени от мегалитни блокове от травертин (среден размер 100x60 см в предната част). Лявата опора е оглавена от елегантна ренесансова ложа и декорирана в основата с фонтан от XVII век. В кръглата арка е гравиран надписът Augusta Perusia. През 2015, по дело на покровителя и лидер на италианския кашмир Брунело Кучинели, са завършени възстановителните дейности, при които са открити монети и надпис посветен на император Требониан Гал.

### Рока Паолина
Построена между 1540 и 1543 по искане на Папа Павел III и за наказание на жителите на Перуджа, че са въстанали против данъка върху солта, до 1860 г. Рока Паолина е представлявала символ на папската власт върху древната община. Днес крепостта е пресечена от маршрут на ескалатори, които свързват Пиаца Партиджани с Пиаца Италия в центъра.
- Фонтана Маджоре
- Арко Етруско, III век пр.н.е.
- Вътрешността на Рока Паолина
- Джардини дел Фронтоне
- Виа дел Акуедотто

### Археологически зони
- Етруският кладенец е от втората половина на III век пр.н.е. и през древността е бил основен източник за водоснабдяването на града. Дълбок е около 40 м., служил е и като цистерна и се намира на Пиаца Данти.
- Мозайката на Орфей заобиколен от животни или на Св. Елизабета е произведение на римските занаятчии от II век, намирала се е до древните римски бани.
- Римски път на Пиаца Кавалоти.
- Подземията на Музея на Катедралата.
- Хипогеумът Вила Сперандио (II век пр.н.е.)
- Хипогеумът Волумни е подземна етруска гробница от втората половина на II век пр.н.е., намира се в Necropoli del Palazzone (VI – V век пр.н.е.), във фракцията Понте Сан Джовани.
- Етруска гробница на Св. Манно (III век пр.н.е.) в квартала Феро ди Кавало.

- Етруският кладенец
- Хипогеумът на Волумни
- Мозайката на Орфей
- Гробницата на Св. Манно
- Музеят на Катедралата

- През града преминава акведукт, също останал от времената на етруските, днес – пешеходна алея.

## Култура

### Университети
- Università degli Studi di Perugia е един от първите свободни университети, възникнали в Италия, издигнат на Studium Generale на 8 септември 1308. Институция, която е давала образование в областта на изкуствата на медицината и на закона, съществувала още в началото на 1200 г., финансирана от общината на Перуджа.
- Университет за чужденци, основан през 1925, е най-старият в Италия, ориентиран към студенти от Европа и от другите континенти, специализиран в преподаването и разпространението на езика и италианската цивилизация във всичките ѝ форми, като изкуство и култура. Наброява около 8000 студенти.

### Събития
- Umbria Jazz е най-важният фестивал на джаза в Италия и един от най-големите в света, от 1973 г. насам се пада през месец юли.
- Eurochocolate е европейският празник на шоколада, от 1993 се провежда през октомври.
- Marcia per la pace Perugia-Assisi се провежда веднъж на всеки две години, през октомври от 1961.
- Festival internazionale del giornalismo се провежда всяка година през април, от 2008 насам.
- Fiera dei Morti е голям народен празник, който се провежда през първата седмица на ноември, още от Средновековието. В древни времена се е провеждал в центъра, от седемдесетте години на XX век се провежда в обширната зона на паркинга на Пиан ди Масиано.
- Bagliori d'autore е литературен фестивал, стартирал през 2005, провежда се за около седмица през февруари/март, с паралелно издание в Милано и събития в Рим, Терни, Асизи, Мачерата.
- Palio di Perugia 1416.

## Управление
От републиканския период (1946 г.), Перуджа е ръководена от италианската социалистическа партия и до 2014 от левоцентриски съвети, когато за първи път след 70 години бива избран десноцентриски съвет, воден от Andrea Romizi. Седалище на кмета е Палацо дей Приори.

## Спорт
Представителният футболен отбор на града се казва Перуджа Калчо.

## Известни личности
Родени в Перуджа
- Алдо Капитини (1899 – 1968), философ
- Фабрицио Раванели (р. 1968), футболист

Починали в Перуджа
- Алдо Капитини (1899 – 1968), философ

## Фотогалерия
- Palazzo dei Priori
- Palazzo del Capitano del Popolo

## Побратимявания
Перуджа има следните побратимени градове:
- Алатри, Италия
- Братислава, Словакия
- Гранд Рапидс, САЩ
- Екс ан Прованс, Франция
- Кюстенджа, Румъния
- Потсдам, Германия
- Сиатъл, САЩ
- Тюбинген, Германия